# Сирпа Лейн
Си́рпа Лейн (фин. Sirpa Lane, настоящее имя — Си́рпа Са́ло (фин. Sirpa Salo); 31 января 1952, Турку, Финляндия — 30 апреля 1999, Форментера, Испания) — финская актриса, фотомодель, снимавшаяся в фильмах категории B, в основном в эротических и эксплуатационных кинофильмах.

## Биография
Родилась 31 января 1952 года в финской семье в Турку. В юном возрасте стала фотомоделью и уехала жить за границу. В 1974 году в Стокгольме познакомилась с кинорежиссёром Дэвидом Гамильтоном, который привёл её в мир кино.
Дебютировала Сирпа Лейн в английском фильме Fluff (1974, реж. Роберт Пэйджет). В том же году снялась у Роже Вадима в фильме Убитая женщина, где сыграла главную роль Шарлотты. В интервью Вадим заявлял, что видит в Сирпе Лейн новую Брижит Бардо. Однако сравнение с Бриджит Бардо не выдерживает никакой критики: Лейн снимается в итальянских коммерческих картинах, которые не предъявляли к ней никаких требований, кроме телесной красоты.
После исполнения роли Ромильды дель Эсперансы в фильме Валериана Боровчика «Зверь» (1975) Сирпа Лейн стала культовой фигурой эротического кино 1970-х—начала 1980-х годов. В 1982 году Сирпа Лейн появилась на обложке августовского номера французского журнала Playboy.
За девять лет работы в кино сыграла в десяти фильмах. У себя на родине осталась практически неизвестной из-за непристойности фильмов, в которых снималась. В Финляндии фильмы с её участием впервые вышли на большом экране только в 2006 году.
После 1983 года Сирпа Лейн в кино не работала, жила в Испании. Умерла от СПИДа 30 апреля 1999 года на острове Форментера. В 1993 году дала интервью финскому журналу Apu, в котором откровенно рассказала о своей болезни.

## Фильмография
| Год  |   | Русское название                  | Оригинальное название               | Роль                       |
| ---- | - | --------------------------------- | ----------------------------------- | -------------------------- |
| 1974 | ф | Пух                               | Fluff                               |                            |
| 1974 | ф | Убитая женщина                    | La Jeune Fille assassinée           | Шарлотта                   |
| 1975 | ф | Зверь                             | La Bête                             | Ромильда дель Эсперанса    |
| 1977 | ф | Свастика на животе                | La svastica nel ventre              | Ханна Майер                |
| 1978 | ф | Malabestia                        | Malabestia                          | Урсула Друпп               |
| 1978 | ф | Папайа, богиня любви и каннибалов | Papaya dei Caraibi                  | Сара                       |
| 1980 | ф | Зверь из космоса                  | La bestia nello spazio              | лейтенант Сондра Ричардсон |
| 1981 | ф | Три девушки на ветру              | Trois filles dans le vent           | камео                      |
| 1982 | ф | Тайные ночи Лукреции Борджиа      | Le notti segrete di Lucrezia Borgia | Лукреция Борджиа           |
| 1983 | ф | Телесные игры                     | Giochi carnali                      | Даниара                    |